# Egy ágyban az ellenséggel
Az Egy ágyban az ellenséggel (eredeti cím: Sleeping with the Enemy) 1991-ben bemutatott amerikai filmthriller Joseph Ruben rendezésében. A forgatókönyv Nancy Price 1987-es azonos című regényén alapszik. A főbb szerepekben Julia Roberts, Patrick Bergin és Kevin Anderson látható. 
Julia Roberts egy bántalmazó férje elől menekülő nőt alakít, aki Cape Codból az iowai Cedar Fallsig költözik, megismerkedve egy kedves egyetemi drámatanárral.
1991. február 8-án debütált a mozikban. Bár többnyire negatív kritikákat kapott, nagy anyagi siker lett, 19 millió dolláros gyártási költségvetés mellett 175 millió dollár bevételt termelve. A film a megjelenése idején megdöntötte a női főszereplővel készült filmek észak-amerikai bemutatójának rekordját is: a nyitóhétvégén 13 millió dolláros bevétel meghaladta A nyolcadik utas: a Halál korábbi, 10 milliós rekordját.

## Cselekmény
Laura Burneynak (Julia Roberts) látszólag tökéletes a házassága és idilli életet él Martinnal (Patrick Bergin), a sikeres bostoni befektetési tanácsadóval. Martin bájos, jóképű külseje alatt azonban egy rögeszmés és irányító személyiség áll, aki fizikailag, érzelmileg és szexuálisan bántalmazta Laurat a közel négyéves házasságuk alatt. Egy alkalommal Martin féltékenyen állítja, hogy Laura kacérkodott új szomszédjukkal (Kyle Secor), egy vonzó orvossal, majd fizikailag bántalmazták feleséget.
Egyik alkalommal Martin elfogadja az orvos meghívását egy esti, tengeri vitorlázásra és feleségét is kényszeríti arra, hogy velük tartson annak ellenére, hogy tudja, Laura retteg a víztől. Amint váratlanul súlyos viharba sodródnak, Martin és az orvos próbálják megjavítani az elszakadt vitorlát, majd észreveszik, hogy Laura nincs a hajón. Martin és a partiőrség hiába keresik Laura testét, a nőt halottnak nyilvánítják.
Korábban Laura titokban megtanult úszni és várt egy alkalmas pillanatot ahol a férje szem elől veszíti, hogy megrendezze halálát, hogy elmenekülhessen a bántalmazó kapcsolatból. A vihar alatt Laura a vízbe ugrott, a partra úszott, majd hazament gyorsan átöltözni és összeszedet néhány holmit és pénzt, majd elindult a buszpályaudvarra. Indulás előtt WC-be dobta a jegygyűrűjét.
Laura az iowai Cedar Falls-ba költözik, ahol házat bérel és új életet akar kezdeni "Sara Waters" néven. Korábban Laura elmondta Martinnak, hogy vak, stroke miatt kerekesszékbe került édesanyja, Chloe (Elizabeth Lawrence) meghalt, de Laura titokban egy iowai idősek otthonába költöztette. Barátságos szomszédja, Ben Woodward (Kevin Anderson), a helyi főiskola fiatal drámatanára vonzódik Laurához, bár fokozatosan gyanítja, hogy problémás múltja van. Egy randi után majdnem összejönnek, de a távolságtartó Laura elküldi a férfit, másnap reggel Laura bevallja neki, hogy az erőszakos férje elől menekült el.
Eközben Martin információt kap arról, hogy Laura életben lehet, és hogy Chloe nem halt meg. Ez megerősítést nyer, amikor Martin megtalálja Laura jegygyűrűjét a WC-ben. A férfinak álcázott Laura az idősek otthonában megy, hogy meglátogassa édesanyját. Martin szintén az idősek otthonába utazik, és nyomozónak adja ki magát, hogy Chloetól információt szerezzen Laura honlétéről és meg is tudja, hogy Laura új barátja egy drámaoktató a helyi egyetemen. Laura mögött a folyosón elmegy Martin, de nem ismerik meg egymást. Martin észre veszi Bent aki Laurával találkozik egy vidámparkban, majd onnan hazáig követi a szerelmes párt, majd betör Laura házába, amíg Laura a kertben piknikezik Bennel. Laura a piknik utána meglátja azokat a kis nyomokat, amelyeket Martin szándékosan hagyott a házban.
Martin pisztollyal kényszeríti Laurat, hogy küldje el az ajtaján kopogtató Bent. Laura fáradtságot hivatkozva elküldi, de szövegében jelez Bennek, hogy nincs minden rendben. Úgy tűnik, hogy Ben elmegy, de betöri az ajtót, és megtámadja Martint, aki erősebbnek bizonyul és leüti Bent. Amikor Martin le akarja lőni az ájult Bent, Laura megrúgja Martin ágyékát, amitől Martin eldobja fegyverét, amit Laura megszerez.
Laura a felhívja a rendőrséget, és azt mondja, hogy jöjjenek ki gyorsan a címére, mert megölt egy betörőt, majd amint letette a telefont lelövi Martint, aki összeesik, látszólag halott. Martin azonban nem halt meg és megragadja Laurát a hajánál fogva, és visszaszerzett fegyverrel le akarja lőni Laurát, de kifogyott a lőszer. Martin végül belehal a sebeibe. Laura segít Bennek, miközben a rendőrséget várják.
|  | Itt a vége a cselekmény részletezésének! |

## Szereplők
| Szerep                     | Színész            | Magyar hang          | Magyar hang             |
| Szerep                     | Színész            | 1. szinkron (1991)   | 2. szinkron (1997–2001) |
| -------------------------- | ------------------ | -------------------- | ----------------------- |
| Sara Waters (Laura Burney) | Julia Roberts      | Tóth Enikő           | Györgyi Anna            |
| Martin Burney              | Patrick Bergin     | Szabó Sipos Barnabás | Szabó Sipos Barnabás    |
| Ben Woodward               | Kevin Anderson     | Forgács Péter        | Forgács Péter           |
| Chloe Williams             | Elizabeth Lawrence | Pásztor Erzsi        | Várnagy Kati            |
| Fleishman                  | Kyle Secor         | Csuja Imre           | Tóth Roland             |
| Dr. Rissner                | Claudette Nevins   | Kassai Ilona         |                         |

## Fogadtatás

### Kritikai visszhang
A film negatív kritikákat kapott. A Rotten Tomatoes oldalán összegyűjtött kritikák alapján 35 kritikusból 28 negatívan és 7 pozitívan értékelte a filmet.

### Bevételi adatok
1991. február 8-án mutatták be az észak-amerikai mozik, nyitóhétvégéjén 13 777 943 dollárt hozott és első helyen végzett a szintén debütáló L.A. Story – Az őrült város, a 13. hete műsoron lévő Reszkessetek, betörők!, a Végtelen történet 2. és a 14. hete műsoron lévő Farkasokkal táncoló előtt. Világszerte 174 999 005 dollárt hozott, ami messze meghaladta a 19 millió dolláros büdzsét.

## Fordítás
- Ez a szócikk részben vagy egészben  a   Sleeping with the Enemy című angol Wikipédia-szócikk fordításán alapul.  Az eredeti cikk szerkesztőit annak laptörténete sorolja fel. Ez a jelzés csupán a megfogalmazás eredetét és a szerzői jogokat jelzi, nem szolgál a cikkben szereplő információk forrásmegjelöléseként.